# Kabinet-Jacobs II
Het Kabinet-Jacobs II is de huidige regering van Sint Maarten sinds de beëdiging op 28 maart 2020 door gouverneur Eugene Holiday. Het bestaat uit ministers van de National Alliance (NA) en de United People's Party (UP).

## Formatie
Na de uitslag van de parlementsverkiezing van 9 januari 2020 tekende de partijen NA en UP onder leiding van Rolando Brison op 11 januari 2020 een coalitieakkoord. Op 16 januari 2020 werd Silveria Jacobs door de gouverneur Holiday aangewezen als formateur. Haar formatie-opdracht luidde: "voorrang te geven aan de voltooiing van de anti-witwaswetgeving, de uitvoering van overeenkomsten met Nederland over de financiering van het nationaal herstel, met inbegrip van de rehabilitatie van de luchthaven, de voorbereiding van de verkiezingen, het zetten van stappen voor electorale hervormingen en het afronden van de begroting voor 2020".

## Samenstelling[3]
| Ministerie                                                                    | Minister          | Periode                          | Partij | Opmerkingen                                                                                     |
| ----------------------------------------------------------------------------- | ----------------- | -------------------------------- | ------ | ----------------------------------------------------------------------------------------------- |
| Minister-President en tevens Minister van Algemene Zaken                      | Silveria Jacobs   | 28 maart 2020 - heden            | NA     |                                                                                                 |
| Minister van Justitie                                                         | Anna Richardson   | 28 maart 2020 - heden            | NA     |                                                                                                 |
| Minister van Financiën                                                        | Ardwell Irion     | 28 maart 2020 - heden            | NA     |                                                                                                 |
| Minister van Onderwijs, Cultuur, Jeugd- en Sportzaken                         | Rodolphe Samuel   | 28 maart 2020- heden             | NA     |                                                                                                 |
| Minister van Volkshuisvesting, Ruimtelijke Ordening, Milieu en Infrastructuur | Egbert Doran      | 28 maart 2020 - heden            | NA     | Tevens vice-premier                                                                             |
| Minister van Volksgezondheid, Sociale Ontwikkeling en Arbeidszaken            | Richard Panneflek | 28 maart 2020 - 20 april 2021    | UP     |                                                                                                 |
| Minister van Volksgezondheid, Sociale Ontwikkeling en Arbeidszaken            | Omar Ottley       | 20 april 2021 - heden            | UP     | tevens waarnemend minister van Toerisme, Economische Zaken, Vervoer en Communicatie (2022-2023) |
| Minister van Toerisme, Economische Zaken, Vervoer en Communicatie             | Ludmila de Weever | 28 maart 2020 - 26 augustus 2021 | UP     |                                                                                                 |
| Minister van Toerisme, Economische Zaken, Vervoer en Communicatie             | Roger Lawrence    | 26 augustus 2021 - 29 juli 2022  | UP     | ontslag vanwege gezondheidsredenen                                                              |
| Minister van Toerisme, Economische Zaken, Vervoer en Communicatie             | Leo Lambriex      | 11 januari 2023 - heden          | UP     |                                                                                                 |
| Gevolmachtigd minister van Sint Maarten Dit is geen officiële kabinetspositie | Rene Violenus     | 28 maart 2020 - heden            | NA     |                                                                                                 |

Wescot-Williams I ·
Wescot-Williams II ·
Wescot-Williams III ·
Gumbs ·
Marlin I ·
Marlin II ·
Marlin-Romeo I ·
Marlin-Romeo II ·
Jacobs I ·
Jacobs II ·
Mercelina I ·
Mercelina II